# قزل بلاغ (ميانة)
قزل‌ بلاغ هي قرية في مقاطعة ميانة، إيران. عدد سكان هذه القرية هو 70 في سنة 2006.